# Isla del Rey (Panamá)
Isla del Rey ist die größte der Perleninseln im Golf von Panama. Die Insel besitzt eine Fläche von 243 km² und eine Bevölkerung von 1.676 Menschen (Volkszählung 2000). Es existieren 4 Städte: San Miguel (967 Einwohner), La Esmeralda (524 Einwohner), La Ensenada (94 Einwohner) und La Guinea (83 Einwohner, alle Daten aus der Volkszählung 2000). Die Insel ist größer als die restlichen Perleninseln zusammengerechnet und die zweitgrößte Insel Panamas nach Coiba. 
Im Oktober 1513 war Vasco Núñez de Balboa der erste Europäer der Isla del Rey sah. Er entdeckte die Insel auf seiner ersten Expedition in den Pazifischen Ozean. Er konnte die Insel damals nur aus weiter Entfernung sehen da ihn das schlechte Wetter von einer Landung abhielt. Er nannte die Insel „Isla Rica“ (deutsch: Reiche Insel).